# Décès en 1350
Décès
- 1346
- 1347
- 1348
- 1349
- 1350
- 1351
- 1352
- 1353
- 1354

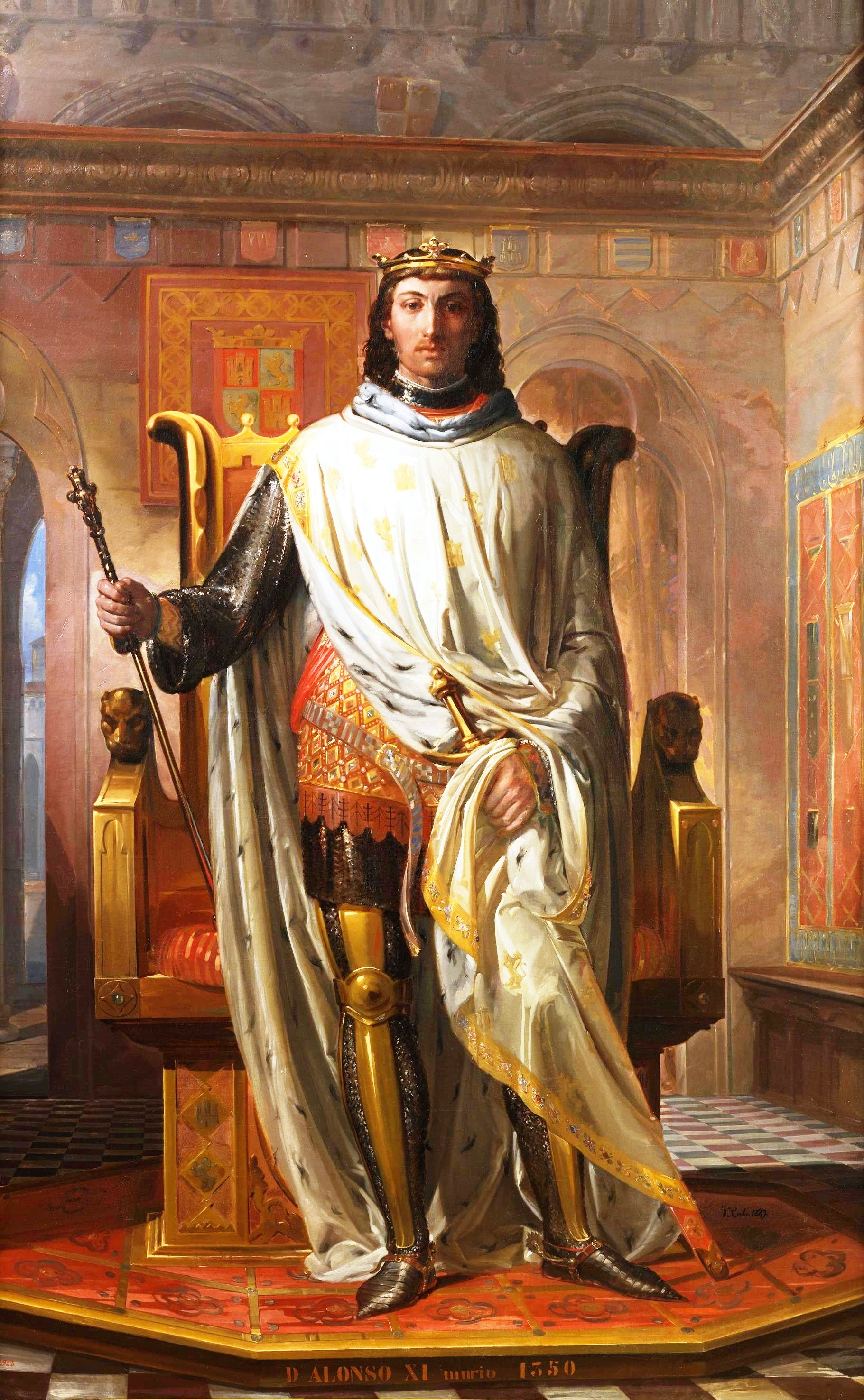
Alphonse XI de Castille, mort en 1350.

Cette page dresse une liste de personnalités mortes au cours de l'année 1350 :
- 6 janvier : Giovanni da Murta, deuxième doge de la république de Gênes.
- 18 février : Akamatsu Norimura, samouraï et chef de clan durant l'époque de Muromachi.
- 26 mars : Alphonse XI le Vengeur, roi de Castille, mort de la peste au siège de Gibraltar.
- 10 juillet : Conrad III de Fribourg, comte de Fribourg-en-Brisgau.
- 17 juillet : Annibal de Ceccano, archevêque de Naples, cardinal au titre de Saint-Laurent in Lucina puis cardinal-évêque de Frascati.
- 30 juillet : Jean Ier de Melun, vicomte de Melun, seigneur de Tancarville et de Montreuil-Bellay.
- 22 août : Philippe VI de Valois, roi de France.
- 21 septembre: Miles X de Noyers, noble bourguignon, seigneur de Noyers, Chablis et de Vendeuvre, comte de Joigny par achat, grand bouteiller de France, maréchal et un conseiller important des rois de France.
- 22 septembre: Gérard V de Holstein-Plön, comte de Holstein-Plön.
- 19 novembre : Raoul II de Brienne, comte de Guînes, comte d'Eu, comte de Guisnes et connétable de France, accusé de trahison après la prise de Caen par les Anglais, est décapité à Paris.
- 23 novembre : Bernard d'Albi, cardinal français.
- 27 décembre : Jean de Marigny, évêque de Senlis, puis de Beauvais, enfin archevêque de Rouen.

- Judah ben Moses Romano, philosophe juif séfarade, traducteur de Thomas d'Aquin et d’Averroès, et se référant souvent à saint Augustin[1].
- Yerouham ben Meshoullam, rabbin et décisionnaire provençal.
- Wang Dayuan, voyageur chinois.
- Jacopo II da Carrara, capitaine du peuple de Padoue.
- Pietro da Rimini, peintre italien de l'école de Rimini.
- Isidore Ier de Constantinople, patriarche de Constantinople.
- Roger-Bernard III de Foix-Castelbon, vicomte de Castelbòn et des autres terres catalanes léguées par ses parents Gaston Ier de Foix-Béarn et Jeanne d'Artois.
- Bernard VI de Moreuil, noble picard, seigneur de Moreuil et de Cœuvres,  maréchal de France.
- Othon II de Nassau, comte de Nassau-Dillenbourg, comte de Nassau-Siegen, comte de Nassau.
- Bertrand de Saint-Geniès, professeur à l’Université de Toulouse, patriarche d’Aquilée et homme de guerre.
- Pierre de Venois, évêque de  Bayeux.
- Ibn Qayyim al-Jawziyya, juriste et mufti musulman sunnite de jurisprudence hanbalite originaire de Damas.
- Kyaswa, quatrième roi de Sagaing, dans le centre-ouest de la Birmanie (république de l'union du Myanmar).
- Kyawswa I, troisième souverain du Royaume de Pinya, en Haute-Birmanie. Son fils Kyawswa II lui succède[2].
- Nawrahta Minye, cinquième roi de Sagaing, dans le centre-ouest de la Birmanie (république de l'union du Myanmar).
- Ogasawara Sadamune, noble japonais et personnalité déterminante dans la formation du Ogasawara-ryū.
- Vers 1350 :
  - Jean de Murs (né vers 1290), mathématicien, astronome, théoricien de la musique et ecclésiastique français.

## Crédit d'auteurs
- Cet article est partiellement ou en totalité issu de l'article intitulé « 1350 » (voir la liste des auteurs).